# The Strain (seizoen 2)
Dit artikel vat het tweede seizoen van The Strain samen. Dit seizoen liep van 12 juli 2015 tot 4 oktober 2015 en bevatte dertien afleveringen. 

## Rolverdeling

### Hoofdrollen
- Corey Stoll - dr. Ephraim Goodweather
- Natalie Brown - Kelly Goodweather
- Max Charles - Zach Goodweather
- Mía Maestro - dr. Nora Martinez
- David Bradley - Abraham Setrakian
- Kevin Durand - Vasiliy Fet
- Richard Sammel - Thomas Eichorst
- Jack Kesy - Gabriel Bolivar
- Miguel Gomez - Augustin 'Gus' Elizalde
- Ruta Gedmintas - Dutch Velders
- Jonathan Hyde - Eldritch Palmer
- Rupert Penry-Jones - mr. Quinlan

### Terugkerende rollen
- Robin Atkin Downes - De Meester
- Robert Maillet - De Meester
- Roger Cross - Reggie Fitzwilliam
- Lizzie Brocheré - Coco Marchand
- Daniel Kash - dr. Everett Barnes
- Samantha Mathis - Justine Feraldo
- Joaquín Cosío - Angel Guzman Hurtado
- Ron Canada - burgemeester Lyle
- Jamie Hector - Alonso Creem
- Paulino Nunes - Frank Kowalski
- Ron Lea - Harrison McGeever
- Parveen Kaur - Aanya Gupta
- Sugith Varughese - Naren Gupta
- Sonya Anand - Vhini Gupta
- Nicola Correia-Damude - Nikki

## Afleveringen
| Nr. | Aflevering | Titel                   | Regisseur       | Schrijver(s)                  | Selectie gastrollen | Uitzenddatum      |  |
| --- | ---------- | ----------------------- | --------------- | ----------------------------- | --- | ----------------- |  |
| 1 | 1          | BK, NY                  | Gregory Hoblit  | Carlton Cuse Chuck Hogan      | Brenda Bazinet - Pauline McGeever Kathleen Chalfant - oma van Abraham Doug Jones - De Ancient Stephen McHattie - Vaun Sammy Silver - jonge Abraham                                                       | 12 juli 2015      |  |
| Flashback: In 1932 vertelt de oma van Setrakian over de legende van Jusef Sardu, een goedhartige gentleman die leed aan gigantisme. Door het geloof dat het bloed van een grote wolf hem hiervan zou genezen namen een broer en neef van Jusef hem mee op een jachtpartij. In het bos zagen zij een vreemd wezen, en verlieten Jusef om het te gaan onderzoeken. Nadat zij niet terugkeerden ging Jusef hen achterna en ontdekte hun verminkte lichamen bij een grot, daar zag hij het wezen zich voeden met het bloed van zijn broer. Jusef probeerde het wezen te doden maar wordt door het wezen overmeesterd die hem infecteert met wormparasieten om daarna te sterven. Jusef keert terug naar de bewoonde wereld waar hij begint met het infecteren van lokale kinderen. Heden: Setrakian gaat naar het theater van Bolivar om te zien waar De Meester is gebleven. Hij volgt daar een spoor van vampierenbloed en komt dan Vaun en zijn strigoi-team tegen. Zij ontvoeren Setrakian en nemen hem mee naar de groep met de naam De Ancients. Daar aangekomen spreken De Ancients, Vaun en Setrakian af, dat als Setrakian De Meester vindt, dat hij zijn locatie aan De Acients doorgeeft. Setrakian, die besluit deze afspraak geheim te houden, vraagt aan dr. Goodweather, Martinez en Fet om hem te helpen om wat spullen te halen in een warenhuis. Tijdens hun zoektocht in het warenhuis ontdekken zij daar een net getrouwd stelletje verstopt in een kast. Terwijl zij de spullen hebben gevonden waar Setrakian naar op zoek was, worden zij overvallen door een strigoi. Het lukt hen om te ontsnappen, maar het getrouwd stelletje wordt door hem geïnfecteerd. Fet wil hen vermoorden voordat zij getransformeerd zijn, maar dr. Goodweather wil hen gebruiken voor onderzoek naar een biologisch wapen tegen de strigoi. Ondertussen eist De Meester, die stervende is door de blootstelling aan zonlicht, van Eichhorst de blinde kinderen terug te vinden die omgevormd zijn in een nieuw soort vampiers, genaamd Feelers. Op order van De Meester en Eichhorst worden de Feelers aan Kelly gegeven, bij wie het geheugen is bewaard. Zij wordt opgedragen om haar zoon Zach te vinden, en zo ook het eigenlijke doelwit Setrakian. |            |                         |                 |                               | |                   |  |
| 2 | 2          | By Any Means            | TJ Scott        | Bradley Thompson David Weddle | Brenda Bazinet - Pauline McGeever Nigel Bennett - dr. Draverhaven Adina Verson - Miriam Setrakian Jim Watson - jonge Abraham Charlie Gallant - jonge Palmer Glen Grant - Arthur Fitzwilliam              | 19 juli 2015      |  |
| Eichhorst en Bolivar bereiden zich voor op de transformatie van De Meester naar een nieuw lichaam. Dr. Goodweather en Martinez onderzoeken de geïnfecteerde lichamen voor hun experiment. De biologie van de vampiers blijkt op het eerste gezicht niet te ontleden, maar dan lukt het hen om een microbe te isoleren dat vampierhersenen vernietigd. Velders en Fet beginnen met hun schoonmaak in hun buurt van strigois en dit eindigt in een intimidatie door omstanders. Justine Feraldo, raadslid van Staten Island, heeft een ontmoeting met burgemeester Lyle en andere raadsleden over het strigoi-probleem. Ze zijn teleurgesteld over hun inefficiënte aanpak en willen nu hardere maatregelen nemen. Een gefrustreerde Setrakian bekijkt zijn oude boeken en notities voor aanknopingspunten voor het vernietigen van zijn vijand. Hij ontdekt het bestaan van een boek over de Occido Lumen, daar staat beschreven hoe De Meester vernietigd kan worden. Hij confronteert Eldridge Palmer hiermee, die spreekt op een opening van een nieuw distributiecentrum. Hij ontdekt dat Palmer dit boek niet in zijn bezit heeft, en ontsnapt dan met behulp van Fet van hem om het boek te vinden. Palmer probeert Setrakian over te halen om samen naar het boek te gaan zoeken, als beloning zal Palmer hem groots belonen. Ondertussen krijgt Kelly kleren te pakken van haar zoon Zach, hij laat de Feelers hier aan ruiken zodat zij hem op kunnen sporen. Flashback: In 1965 ontmoet Setrakian in Wenen voor de eerste keer Palmer. Op suggestie van Palmer vindt Setrakian in een antiekwinkel van Draverhaven, een voormalige nazidokter, het zwaard van Sardu. Setrakian zet dan de achtervolging in op Draverhaven maar verliest hem uit het oog. Draverhaven gaat dan in paniek naar een oude nazi-collega van hem, Eichhorst. Die biedt hem een vacature aan bij De Meester, die neemt hij aan en Eichhorst transformeert hem dan. |            |                         |                 |                               | |                   |  |
| 3 | 3          | Fort Defiance           | Guy Ferland     | Regina Corrado                | Brenda Bazinet - Pauline McGeever Kevin Hanchard - Curtis Fitzwilliam Mimi Kuzyk - mrs. Taylor Paulino Nunes - Frank Kowalski Catherine Burdon - Robin Fitzwilliam                                       | 26 juli 2015      |  |
| Zach wil terug naar huis om te gaan zoeken naar zijn moeder, maar wordt dan tegengehouden door het team. Om Zach ervan te overtuigen dat zijn moeder niet meer gered kan worden, toont zijn vader de testresultaten op de onderzochte strigoi. Na de confrontatie tussen Setrakian en Palmer draagt De Meester Bolivar op om de beveiliging van Palmer te assisteren, die dit met tegenzin accepteert. De nieuwe assistent van Palmer, Coco Marchland, vertelt aan hem dat zij Eichhorst niet vertrouwt. Ondertussen reist de voormalige assistent van Palmer, Reggie Fitzwilliam, naar Staten Island om zich te herenigen met zijn broer Curtis. Raadslid Feraldo verklaart Staten Island strigoi-vrij, en demonstreert in de media haar actieve methoden. Burgemeester Lyle wil nu dat zij deze methoden in heel New York toepast. Setrakian bereidt ondertussen een bedenksel voor door het gebruik van strigoi-wormen een vloeistof die hij in zijn ogen wil druppelen. Dr. Martinez vindt hem dan bewusteloos en brengt hem bij, hij bekent dat door zijn hoge leeftijd hij gedwongen wordt om deze oogvloeistof te gebruiken om zijn leven te verlengen. Velders ontdekt een vermissingsposter van haar voormalige kamergenote Nikki. Zij en Fet zoeken dan de moeder van Nikki op voor hopelijk wat nieuws, maar daar beschuldigt de moeder Velders voor het ruïneren van het leven van haar dochter Nikki. Elizalde en Vaun leiden een anti-strigoiteam om zo Palmer te kunnen ontvoeren. Als zij bij Palmer aankomen schakelt hij een uv-lamp aan die het team verplicht om zich terug te trekken voordat zij levend verbranden. Dr. Goodweather en Martinez perfectioneren hun biologisch wapen tegen de strigoi. Het neurologisch gif uit dit wapen vermoordt een doelwit te snel, maar verder onderzoek voor een lagere dosis ziet er veelbelovend uit. Zij besluiten dan om dit vernieuwde wapen in de buitenwereld te testen. Dr. Goodweather belooft boos aan De Meester, die meekijkt door de proefpersonen, dat hij zichzelf en Zach zal doden voordat hij hen te pakken krijgt. |            |                         |                 |                               | |                   |  |
| 4 | 4          | The Silver Angel        | J. Miles Dale   | Chuck Hogan                   | Adriana Barraza - Guadalupe Elizalde Kevin Hanchard - Curtis Fitzwilliam Jim Watson - jonge Abraham Charlie Gallant - jonge Palmer Glen Grant - Arthur Fitzwilliam Christian Distefano - Rudyard Fonescu | 2 augustus 2015   |  |
| Een korte zwartwitte film introduceert Silver Angel, een beroemde lucha libre die in een serie Mexicaanse lowbudgetfilms speelde voordat een blessure zijn carrière beëindigde. Flashback: In 1966 vertelt Setrakian aan Palmer dat hij de Occido Lumen getraceerd heeft bij een Oostenrijkse nonnenklooster. Als zij daar arriveren ontdekken zij dat de bewoners nu vampieren zijn en dat een overlevende, een jongen genaamd Rudyard, vertelt hen dat de moeder-overste de Occido Lumen heeft vernietigd. Dit omdat zij dacht dat het een duivels werk was. Terwijl Setrakian Palmer verlaat om een gevecht aan te gaan met de strigoi verschijnt Eichhorst ten tonele bij Palmer om hem onsterfelijkheid aan te bieden, hij wil in ruil samenwerking voor zijn gevecht. Heden: Palmer belegt een bijeenkomst met de top van financiële leiders onder de mom voor het herstellen van de stabiliteit in New York. In werkelijkheid heeft hij de leiders bijeengeroepen om hen af te laten slachten door strigois, geleid door Bolivar. Dit resulteert in een wereldwijde ramp in de financiële sector. Elizalde keert na zijn ontsnapping uit de Stoneheart gebouw terug naar zijn appartement, daar daagt De Meester hem uit met zijn strigoi moeder die in zijn gevangenschap is. Ontstemd over dit zoekt hij rust in een restaurant, maar krijgt daar een confrontatie met de afwasser na flirten met Aanya, de dochter van de eigenaar. Elizalde herkent later de man als een voormalige Silver Angel, waar hij een grote fan was in zijn kinderjaren. Setrakian en Velders gaan naar Staten Island om daar Fitzwilliam op te zoeken, voor hulp in hun gevecht tegen Palmer. Als zij hem gevonden hebben weigert hij echter zijn hulp hiervoor. Dr. Goodweather en Martinez zijn bezig met het testen van hun biologische wapen. Zij zien dat het werkt als De Meester door het wapen geïnfecteerde strigois dwingt tot het plegen van zelfmoord, om zo te voorkomen dat zij het virus niet kunnen verspreiden. Fet blaast ondertussen het metrostation Red Hook op om zo een doorgang te vernietigen van strigois, maar wordt dan gevangengenomen door een handlanger van Feraldo. Kelly en haar Feelers komen steeds meer in de buurt van Zach. |            |                         |                 |                               | |                   |  |
| 5 | 5          | Quick and Painless      | J. Miles Dale   | Liz Phang                     | Tom Kemp - kardinaal McNamara Paulino Nunes - Frank Kowalski Bruce Hunter - Neil Archer Ricky Tollman - Michael 'Mikey' Williams Asim Wali - Bennett                                                     | 9 augustus 2015   |  |
| New York voert de strijd op tegen de strigois nadat bange burgers een evacuatie van hun stad willen starten. Ondertussen is Kelly nog steeds met haar Feelers bezig met haar zoektocht naar Zach. Dr. Goodweather laat Zach bij Martinez achter zodat hij met een vervalst identiteitsbewijs naar Washington D.C. kan reizen, voor zijn presentatie bij een bevriende overheidsbediende van het nieuwe biologisch wapen tegen de strigois dat hij samen met Martinez heeft ontwikkeld. Dit omdat hij hoopt dat de bevriende overheidsbediende ervoor kan zorgen dat dit wapen in massaproductie genomen kan worden. Martinez en Velders ontmoeten raadslid Feraldo voor de vrijlating van Fet uit zijn gevangenschap, dit in ruil voor de uitleg van Martinez aan het medisch personeel hoe zij snel een besmetting van strigois kunnen herkennen. Wanneer Feraldo niet haar geïnfecteerde neef kan doden besluit Martinez dit te doen. Setrakian bezoekt Alonso Creem, dit voor de hulp om de Occido Lumen te zoeken. Fet en Velders helpen een politie-eenheid om een strigoi geïnfecteerd gebouw te ontruimen, tevens leren zij hen hun methode en doden ondertussen ook een Feeler. Fitzwilliam vindt Setrakian en vertelt hem dat hij ervoor klaar is om een gevecht aan te gaan tegen Palmer. Dr. Goodweather zit in de trein naar Washington D.C. en komt daar dr. Everett Barnes, zijn oude baas, tegen. Hij wil hulp inroepen om dr. Goodweather te laten arresteren, tijdens de commotie lukt het dr. Goodweather om Barnes uit de trein te duwen en komt zo veilig aan in Washington D.C.. Kardinaal McNamara stoort een romantisch diner met Palmer en Marchand om Palmer in te lichten over een bepaald voorwerp waar Palmer naar op zoek is binnenkort in de openbaarheid komt. Een onbekende strigoi landt met een privé vliegtuig in New Jersey, en voordat de autoriteiten hem kunnen oppakken wordt hij opgepikt door een auto. |            |                         |                 |                               | |                   |  |
| 6 | 6          | Identity                | Howard Deutch   | Justin Britt-Gibson           | Nadia Bowers - Leigh Thomas Tom Ellis - Rob Bradley Doug Jones - De Ancient Asim Wali - Bennett Miranda Edwards - Eve Chris Locke - Louis                                                                | 16 augustus 2015  |  |
| Dr. Goodweather ontdekt in Washington dat de federale regering langzaam uit elkaar groeit door de strigoikwestie. Het Amerikaans Congres bereidt een inbeschuldigingstelling voor tegen de president, omdat hij er niet in slaagt de strigois te stoppen. Rob Bradley, een oude vriend van dr. Goodweather, stelt hem voor aan een contact bij de National Guard, die hem zijn steun belooft. Bradley stelt dr. Goodweather voor aan Leigh Thomas, een vertegenwoordigster van medicijnenleverancier Kemerall. Thomas overreedt Kemerall ertoe het anti-strigoi-biowapen van dr. Goodweather en Martinez in productie te nemen. Om dit te vieren, brengen dr. Goodweather en Thomas samen de nacht door. Nadat dr. Goodweather heeft gehoord dat Kemerall zijn biowapen aan het onderzoeken is om het te gaan produceren, gaat hij samen met Thomas naar Bradley om dit nieuws te delen. Daar aangekomen ontdekken zij dat hij om het leven is gebracht door een huurmoordenaar die als doelwit dr. Goodweather had. De huurmoordenaar schiet dan Thomas dood en verwond dr. Goodweather. Het lukt dr. Goodweather vervolgens om hem dood te schieten en te vluchten. Ondertussen deelt Fitzwilliam in New York al zijn informatie over Palmer met Setrakian en Fet. De onbekende strigoi die landde met zijn privévliegtuig in New Jersey heeft een ontmoeting met De Ancients en heeft kritiek op hen omdat zij er in het verleden niet in zijn geslaagd De Meester te vernietigen. Hij belooft hen zijn steun om dit nu wel te bewerkstelligen, maar dit doet hij wel uit persoonlijk belang. Elizalde en Angel begeleiden Aanya bij het afleveren van maaltijden wanneer zij aangevallen worden door strigois. Met hulp van Angel lukt het Elizalde om de strigoi te doden. Dr. Martinez en Zach worden aangevallen door Kelly en haar Feelers. Zij vluchten een kerk binnen om aan hen te ontsnappen, maar het ziet er toch slecht voor hen uit. Setrakian, Fet en Fitzwilliam kunnen hen dan net op tijd redden om Kelly en haar Feelers terug te drijven, maar in de strijd wordt Fitzwilliam wel verwond door een Feeler. Setrakian ziet nu geen andere mogelijkheid meer dan hem te doden voordat hij transformeert. Ondertussen is Eichhorst zwaar teleurgesteld als De Meester het lichaam van Bolivar boven zijn lichaam kiest. De Meester eist dan van Eichhorst zijn trouw aan hem in zijn nieuwe lichaam. |            |                         |                 |                               | |                   |  |
| 7 | 7          | The Born                | Howard Deutch   | Chuck Hogan                   | Tadhg McMahon - senator Sertorius Tim O'Halloran - Patrick Brett Ryan - Joshua Omar Alex Khan - Romani pastoor                                                                                           | 23 augustus 2015  |  |
| Fet en Velders keren terug naar het appartement van Velders waar zij Nikki treffen, de voormalige kamergenote van hem. Hij brengt haar terug naar hun schuilplaats, dit maakt de jaloersheid van Fet groter over hun innige relatie. Door de informatie van Fitzwilliam onderzoeken Fet en Setrakian een verlaten fabriek van Palmer en ontdekken daar een verpleegafdeling van de Feelers. Tijdens een aanval van de Feelers worden zij geholpen door de mysterieuze strigoi die hen verslaat. Hij stelt zichzelf aan hen voor als Quinlan en zegt dat hij jacht op De Meester maakt. Flashback: Quinlan is een duizend jaar oude mens-vampier, en een gevreesde gladiator in de Romeinse tijd. Setrakian en Quinlan confronteren De Meester, die zich samen met Eichhorst gevestigd heeft in de fabriek. Wanneer Fet de fabriek opblaast met dynamiet lukt het De Meester om te ontsnappen. Quinlan is boos om zijn ontsnapping en geeft Setrakian en Fet hiervan de schuld, en vraagt hen te stoppen met hun jacht op De Meester. Dr. Goodweather komt gewond terug van zijn reis naar Washington D.C., en ontdekt dat Zach net heeft kunnen ontsnappen van Kelly en haar Feelers. Dr. Goodweather vertelt aan Martinez dat Palmer achter de plannen van De Meester zit, en vertelt later aan Fet over zijn plannen om Palmer te doden. |            |                         |                 |                               | |                   |  |
| 8 | 8          | Intruders               | Kevin Dowling   | David Weddle Bradley Thompson | Tom Kemp - kardinaal McNamara Neil Girvan - Green Grace Lynn Kung - Grace Wu Ho Chow - Jimmy Wu | 30 augustus 2015  |  |
| Eichhorst leert Kelly hoe zij er menselijk uit kan zien door het gebruik van cosmetica, protheses en een pruik. Dr. Goodweather en Zach bezoeken Jimmy Wu, een zwarte markt handelaar die Fet kent, om een sluipschutterwapen te kopen om Palmer uit te schakelen. Dan wordt Wu neergeschoten, dr. Goodweather probeert nu om zijn leven te redden. De dochter van Wu geeft nu als dank voor zijn hulp een wapen aan dr. Goodweather. Dr. Goodweather vertelt dan aan Martinez zijn ervaringen wat hij opgedaan heeft in Washington D.C.. Velders helpt Nikki, die niet op haar gemak was in haar leefomgeving, door haar een nieuwe veilige verblijfplaats aan te bieden. Kardinaal McNamara betrekt Palmer en Setrakian in een biedoorlog voor de Occido Lumen. Setrakian beseft dat hij dit kan verliezen en besluit de Occido Lumen te stelen voordat Palmer het in zijn bezit kan krijgen, maar wordt dan afgetroefd door Eichhorst. Wanneer McNamara weigert de verblijfplaats te geven van de Occido Lumen infecteert Eichhorst hem. Eichhorst beloofd hem dat, wanneer hij volledig getransformeerd is, De Meester zijn gedachten kan lezen en de Occido Lumen kan bemachtigen. Setrakian en Fet arriveren dan net op tijd om Eichhorst weg te jagen. McNamara deelt hen dan mede dat Rudyard Fonescu, overlevende van de 1966 slachting in het Oostenrijkse klooster, de Occido Lumen in het bezit heeft. Setrakian besluit dan om McNamara te vermoorden voordat hij zich kan transformeren. Na het bezorgen van maaltijden ontdekken Elizalde en Angel dat de warenhuis is vernietigd. Zij overtuigen nu de Guptas om hun restaurant te verlaten en weg te gaan uit New York. Als Elizalde Aanya een afscheidskus geeft wordt hij onderbroken door Quinlan, hij vertelt Elizalde om haar te verlaten en hem te helpen met zijn jacht op De Meester. Kelly, die nu weer menselijk uitziet, en een aantal Feelers bereiken nu de quarantainezone bij Red Hook waar zij Zack vinden. Kelly kan Zach overtuigen om haar binnen te laten, maar wordt dan weggejaagd door dr. Goodweather en Martinez die de Feelers doodt. Tijdens het gevecht wordt de vermomming van Kelly beschadigd, dit onthult haar strigoi uiterlijk aan Zach. |            |                         |                 |                               | |                   |  |
| 9 | 9          | The Battle for Red Hook | Kevin Dowling   | Regina Corrado                | Eric Charbonneau - Bob Adam Langton - Carl Peter Sowagi - Steve Austin Strugnell - Glenn | 6 september 2015  |  |
| Na de verwonding van Kelly is Setrakian bang voor een nieuwe aanval door de strigois, en worden afgepoeierd wanneer zij raadslid Feraldo en haar team proberen te waarschuwen. Fet en Martinez zoeken Nikki op in haar nieuwe schuilplaats en stellen voor dat zij en Velders hen helpen met het gevecht voor hun eigen veiligheid, maar zij weigeren dit. Eichhorst en Kelly leiden een kleine groep strigois vanuit Manhattan de rivier over waar zij een elektriciteitscentrale uitschakelen. Dit zorgt ervoor dat de uv-lampen niet meer werken bij de Red Hook grens, dit maakt het mogelijk voor de strigois om een aanval in te zetten. Burgemeester Lyle besluit te vluchten en laat Feraldo achter voor leiding te geven. Zij raakt eerst in paniek om de ontstaande situatie, maar herpakt zichzelf en leidt de verdediging door de burgers op te dragen om voor hun huizen te vechten. Velders en Nikki hebben een discussie over hun verwarrende relatie, dit eindigt in een passioneel moment. Later besluit Velders zich te mengen in het straatgevecht tegen de strigois en wordt daarin bijna verwond door een strigoi, maar het lukt hem deze te doden. Fet en Martinez kunnen dan de elektriciteit herstellen wat ervoor zorgt dat de uv-lampen weer aan gaan die de strigois doodt. Kelly probeert dan Zach weer te ontvoeren, maar kan tegengehouden worden door Fet. Eichhorst gaat naar de schuilplaats van Fet om daar een einde te maken aan zijn langdurige vete met Setrakian. Setrakian wordt dan door Eichhorst aangevallen, maar dr. Goodweather kan dan net op tijd redding bieden, en Eichhorst besluit dan om zijn jacht op hem voort te zetten. Het lukt hem om dr. Goodweather te omsingelen op het dak, maar op het moment dat hij dr. Goodweather definitief kan uitschakelen wordt hij verjaagd door Setrakian door zilveren kogels. De volgende morgen houdt Feraldo een overwinningstoespraak voor de lokale bevolking, zij spreekt van een keerpunt in het gevecht tegen de strigoi-epidemie. |            |                         |                 |                               | |                   |  |
| 10 | 10         | The Assassin            | Phil Abraham    | Liz Phang                     | Kaleb Alexander - Reynolds Morgan Kelly - Stevens Brett Ryan - Joshua Adrian Griffin - advocaat | 13 september 2015 |  |
| Dr. Goodweather en Velders bekijken het doen en laten van Palmer om te zien wanneer zij het beste een aanslag op hem kunnen plegen. Palmer wil graag dat Marchand terugkomt als haar werkneemster en krijgt haar zover terug te komen. Dr. Goodweather en Velders ontdekken dat Palmer spoedig op een persconferentie verschijnt, wat zij een goed moment voor de aanslag vinden. Op het moment dat dr. Goodweather zijn schot lost, mist hij Palmer maar raakt Velders die hierbij zwaargewond raakt. Zij worden daarop beiden aangehouden door de politie, maar Velders wordt dan op onverklaarbare wijze bij de politie weggehaald. Palmer bedreigt Eichhorst met de eis dat De Meester Marchand moet genezen, zo niet, dan heft hij de samenwerking op. Later zoekt Palmer dr. Goodweather op in de gevangenis om hem te laten zien dat hij nog in leven is. De Meester zorgt ervoor dat Marchand weer bijkomt, en Palmer bekent dan aan haar zijn relatie met De Meester. Een groep strigois bestormt het politiestation waar dr. Goodweather gevangen zit en richt daar een grote slachting aan onder het politiepersoneel. Fet en Martinez arriveren daar net op tijd om dr. Goodweather te redden. De politieagent die Velders heeft weggehaald laat hen weten dat zij in het Maryfieldhotel zit. Ondertussen traceren Setrakian, Fet en Martinez elke bekende R. Fonescu in New York, dit om te achterhalen waar Rudyard Fonescu is, de eigenaar van de Occido Lumen. Setrakian traceert dan de laatste R. Fonescu op de lijst en vindt daar de Occido Lumen in zijn kamer, maar wordt dan door een onbekende man bewusteloos geslagen, die het boek meeneemt. Raadslid Feraldo eist van de bewoners van de rijke Upper East Side dat zij een extra belasting betalen voor hun bescherming, dit tot grote woede van burgemeester Lyle, die hier veel vrienden heeft wonen. Aan het eind komt Velders tot de ontdekking dat hij is vastgeketend in een schuilplaats van Eichhorst. |            |                         |                 |                               | |                   |  |
| 11 | 11         | Dead End                | Phil Abraham    | Carlton Cuse Regina Corrado   | David Schaal - Rudyard Fonescu Christy Bruce - Marianne Greg Campbell - Victor Miranda Edwards - Eve Julie Engelbrecht - Helga                                                                           | 20 september 2015 |  |
| Eichhorst martelt Velders om haar een ananas te laten eten, dit om haar bloed gereed te maken om zichzelf aan haar te voeden. Het lukt Velders om zichzelf te bevrijden en wil dan vluchten, maar wordt dan al snel weer overmeesterd. Dr. Goodweather, Martinez en Fet breken in de Mayfield Hotel en horen dan het schreeuwen van Velders, en breken dan door een muur waar zij Velders kunnen redden. Helaas voor hen lukt het Eichhorst te vluchten voordat zij hem te pakken kunnen krijgen. Elizalde en Aanya worden steeds meer romantisch tot elkaar aangetrokken. Nadat zij de Guptas helpen om een grensbewaking over te steken om zo New York te verlaten voegen zij zich bij Eve, een medewerkster van Quinlan. Setrakian komt bij uit zijn bewusteloosheid en vindt zichzelf vastgebonden in een stoel bij Rudyard Fonescu. Hij smeekt hem om hem los te maken en de Occido Lumen te geven voor het redden van de mensheid. Fonescu verlaat hem echter voor een ontmoeting met Alonso Creem, met de bedoeling om hem het boek te verkopen. Flashback: in 1930 werkte Eichhorst onsuccesvol als deur-aan-deurverkoper in Duitsland. Tijdens een romantisch etentje met zijn collega Helga raakt hij onder invloed van een nazitoespraak. Als lid van de nazi's hoort hij van Helga dat zij joods is en dat zij hem niet meer wil kennen. Vier jaar later is Eichhorst opgeklommen tot Obersturmführer bij de SS. Hij wordt dan bij zijn superior geroepen die van hem uitleg wil hebben over de relatie tussen hem en Helga, zij is gearresteerd en beweert hem te kennen. Hij liegt door te zeggen dat zij haar vaag kent als een vroegere collega die verdacht werd van stelen. Kort daarna gaat Eichhorst naar een executieplek waar diverse joodse lichamen aan een galg hangt, waaronder Helga. Hij denkt dat hij bekeken wordt door zijn meerdere en laat geen emoties blijken, maar blijkt toch geraakt te zijn door de dood van Helga. |            |                         |                 |                               | |                   |  |
| 12 | 12         | Fallen Light            | Vincenzo Natali | Bradley Thompson David Weddle | Sean Astin - Jim Kent Mimi Kuzyk - moeder van Nikki Craig Eldridge - Chuck Cohen Alex Karzis - Paul Sampson Jason Oliveira - Paco Ian Paola - Hector Perez                                               | 27 september 2015 |  |
| Flashback: Dr. Goodweather en Martinez ontmoeten elkaar op een medisch congres, wat het begin is van hun romantische relatie. Heden: De grootouders van Zach hebben zich gesetteld in Georgia en dr. Goodweather en Martinez willen nu Zach daarheen sturen. Dr. Goodweather bekent tegen Martinez dat hij nog steeds van haar houdt, zonder te antwoorden loopt zij van hem weg. Velders beëindigt de relatie met Fet, dit om zich te herenigen met Nikki. De teleurstelling is groot als Nikki de stad besluit te verlaten, met de woorden dat de echte liefde van Velders ligt in het jagen op strigois. Elizalde en Angel helpen met het laten ontsnappen van medegevangenen van Elizalde uit Rikers Island, en laat hen meevechten met Quinlan. Setrakian ontmoet Alonso Creem, die belegt een veiling van de Occido Lumen tussen hem en Palmer. Quinlan vertelt aan Setrakian dat de Ancients hem financieel zullen steunen in de veiling, voor in ruil moet hij het boek aan hen overhandigen na het bestuderen. Eichhorst eist van Palmer ongelimiteerde financiën voor de veiling. Wanneer Palmer hiertegen protesteert onthult Eichhorst dat Palmer snel zal sterven zonder de medicijnen van De Meester, hierdoor besluit Palmer toch akkoord te gaan. Een zeer boze burgemeester Lyle wil Feraldo aanklagen voor het misbruiken van het geld dat opgehaald is in de rijke buurt van Upper East Side, maar wordt dan snel dood gevonden onder verdachte omstandigheden. Dit zorgt ervoor dat Feraldo als hoofdverdachte wordt gezien. Palmer biedt dan Feraldo zijn politieke steun aan, en de gemeenteraad van New York wijst Feraldo aan als het nieuwe hoofd van veiligheid. Feraldo wil nu het allesbeslissende gevecht aangaan met de strigois, en gaat akkoord met het helpen van dr. Goodweather en Martinez met het fabriceren van hun anti-strigoiwapen. Quinlan geeft Elizalde de opdracht voor het doden van Setrakian en het afpakken van de Occido Lumen als Setrakian dit niet vrijwillig wil afgeven. |            |                         |                 |                               | |                   |  |
| 13 | 13         | Night Train             | Vincenzo Natali | Carlton Cuse Chuck Hogan      | David Schaal - Rudyard Fonescu Gary Biggar - monteur Kris Bowman - agent Homeland Security Blake Mawson - Cole Keith Daniel Morrison - James                                                             | 4 oktober 2015    |  |
| Eichhorst inspecteert het in oprichting zijnde fabriek en is blij met het resultaat. Op de veiling van de Occido Lumen begint het bieden tussen Setrakian en Eichhorst. Op het einde lijkt Eichhorst de winnaar te zijn, maar wordt al snel bedonderd door Palmer als hij de geldkraan dichtdraait en Setrakian toch de winnaar is. Setrakian en Fet gaan met het boek naar de auto van Fet, waar zij aangevallen worden door Eichhorst en zijn strigoi-leger. Quinlan en Elizalde arriveren daar ook met hun eigen leger, en verslaan het strigoi-leger en zorgen dat Eichhorst op de vlucht slaat. Setrakian en Fet kunnen dan vluchten door een vooropgezette route in het riool. Daar worden zij al snel opgevangen door Elizalde, Quinlan en Angel. Setrakian overtuigt Quinlan dat het boek de oplossing biedt voor het doden van De Meester. Als wraak voor het verraad van Palmer vermoord De Meester Coco Marchand voor zijn ogen. Zoals Setrakian het deed met zijn vrouw haalt Palmer ook de met wormen geïnfecteerde hart van Marchand eruit om dit te bewaren. Ondertussen nemen dr. Goodweather, Martinez en Zach de trein uit New York om Zach af te leveren bij zijn grootouders in Georgia. Hierna willen dr. Goodweather en Martinez doorreizen naar Washington D.C. voor het bouwen van hun anti-strigoiwapens. Onbedoeld nemen zij plaats langs Rudyard Fonescu, die de Occido Lumen heeft verkocht aan Alonso Creem. Wanneer de trein een tunnel inrijdt wordt deze van het spoor gehaald door strigois. Martinez en Zach raken dr. Goodweather kwijt en vluchten dan weg door de tunnel. Dan verschijnt Kelly ten tonele die Martinez besmet, en Zach met haar meeneemt. Dr. Goodweather vindt dan Martinez terug, en omdat zij nu besmet is besluit zij zelfmoord te plegen door middel van elektrocutie. Op het eind lukt het Fet, Setrakian, Quinlan, Elizalde en Angel te ontsnappen met een gestolen boot. |            |                         |                 |                               | |                   |  |